# 꼬치동자개
꼬치동자개는 동자개과의 물고기로 한국에서만 서식하고 있으며 담수어류 중 하나이다.1996년 멸종위기종 1급, 2005년 천연기념물 제455호로 지정되었다. 2008년 인공증식에 성공하였다.
하천 중·상류의 물이 비교적 맑고 바닥에 큰 돌과 자갈이 많이 깔려 있는 곳에서 수서곤충의 유충을 먹이로 삼는다. 몸은 10cm 정도의 소형 종으로 머리는 옆으로 약간 납작하고 몸통은 짧으며 꼬리부분은 위 아래로 납작하다. 입주변에는 4쌍의 수염이있다. 몸에 비늘은 없고 눈은 비교적 크며 몸통은 담황색이다. 등지느러미와 가슴지느러미의 앞에는 억센 가시가 있고, 등쪽과 옆구리에 갈색 반문이 이어진다. 야행성으로 산란기는 6∼7월로 추정된다.

## 같이 보기
- 대한민국의 천연기념물

## 참고 자료
- 꼬치동자개 - 국가유산청 국가유산포털
- 꼬치동자개 - 수산생명자원정보센터[깨진 링크(과거 내용 찾기)]
- ［천연기념물 이야기 미호종개, 꼬치동자개］ 보관됨 2016-09-19 - 웨이백 머신 - 문화재청